# オーストラリア合同教会
オーストラリア合同教会（英語: Uniting Church in Australia）は、1977年6月22日にオーストラリアのプロテスタント三宗派、長老派教会、メソジスト教会、会衆派教会が合併して成立した合同教会である。現在ローマ・カトリック、オーストラリア聖公会に続いて第3位の人数を保っており、全国民の約5％がこの教会に所属している 。ブリスベンやアデレードに神学校を設置している。
世界改革派教会同盟（World Alliance of Reformed Churches）に加盟している。

## 信条
おおむねリベラル左派として認識されている。1980年代からセクシュアリティによる区別を廃止する方向で改革が進められ、今ではゲイやレズビアンも牧師として叙任されている。また、アボリジニや他国からの難民を擁護する姿勢も打ち出している。